# Christian Brentano

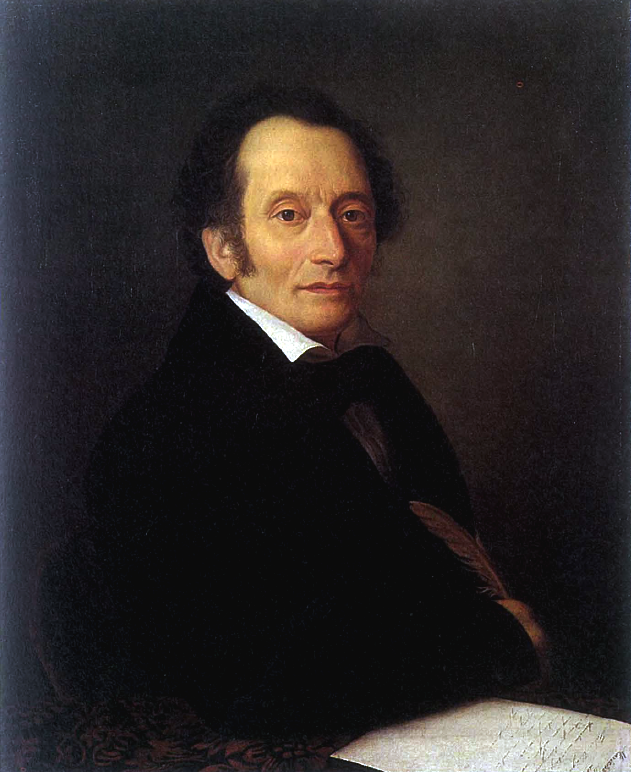
Christian Brentano, 1833, Ölbildnis von Joseph Anton Nikolaus Settegast

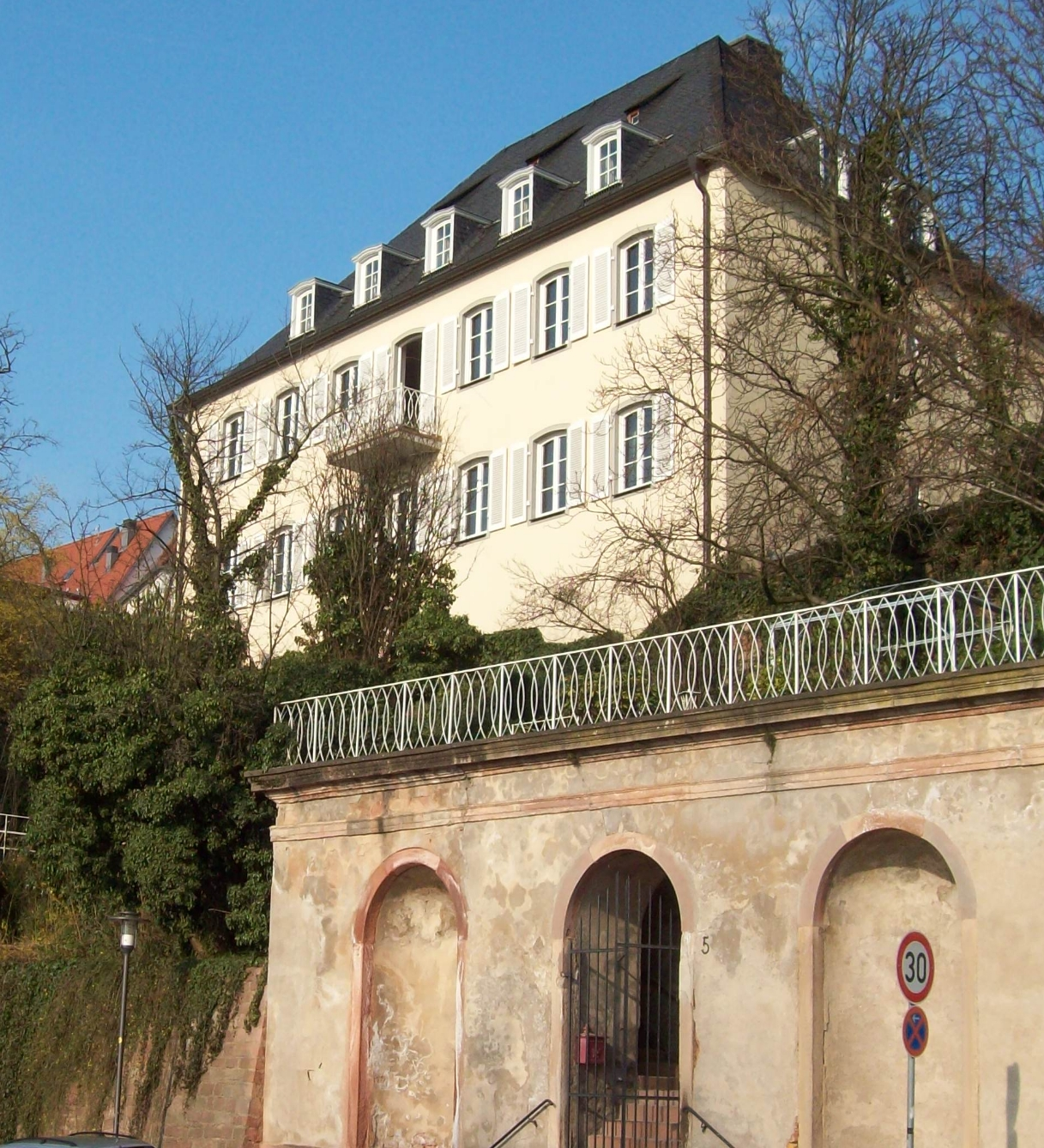
Aschaffenburger Brentanohaus, 1945 zerstört, wieder aufgebaut

Christian Franz Damian Friedrich Brentano (* 24. Januar 1784 in Frankfurt am Main; † 27. Oktober 1851 ebenda) war ein katholischer geistlicher Schriftsteller und Publizist.

## Leben
Er war das sechste Kind des vermögenden Frankfurter Kaufmanns und Würdenträgers Peter Anton Brentano aus dem Hause Brentano di Tremezzo und seiner zweiten Ehefrau Maximiliane von La Roche, Tochter des kurtrierischen Kanzlers Georg von Lichtenfels und der Schriftstellerin Sophie von La Roche. Sein Taufpate war der Trierer Chorbischof Christian Franz von Hacke, ein Freund der Großmutter Sophie von La Roche.
Er ist Bruder u. a. von Georg und Clemens Brentano und Bettina von Arnim, Halbbruder von Franz Dominicus Brentano.
1791 bis 1793 besuchte er das Gymnasium in Tauberbischofsheim. Nach dem Tod seiner Mutter am 19. November 1793 in Frankfurt am Main übersiedelte sein Vater in die Residenzstadt Koblenz des Kurfürsten Clemens Wenzeslaus von Sachsen und zog sich aus seinem Handelshaus in Frankfurt zurück. Die Erziehung der Kinder übernahmen verschiedene Verwandte. Häufige Schul- und Ortswechsel prägten seine Kindheit. Nach Beginn und Abbruch einer Kaufmannslehre in Hamburg begann er 1803 in Marburg ein Medizinstudium, wechselte aber bald nach Jena. Einem Examen unterzog er sich nicht.
Von 1808 bis 1815 war er Verwalter des Gutes Bukowan, in Böhmen, das seine Familie besaß. Unter dem Eindruck einer Begegnung mit Johann Nepomuk Ringeis wurde er ab 1816 zum streng dogmatischen Katholiken und legte an seinem Geburtstag 1817 eine Generalbeichte ab, um Geistlicher zu werden. Im Sommer reiste er mit seinem Bruder Clemens Brentano nach Dülmen zur damals bekannten Mystikerin Anna Katharina Emmerick. Nach einem Jahr in Luzern zog er 1823 nach Rom, wo er sich im Kreis der Nazarener bewegte. Im Jahr 1835 heiratete er in Nizza Emilie Brentano, geborene Genger, eine der beiden Leiterinnen der Mädchenschule im ehemaligen Kloster Marienberg in Boppard, deren Geschäftsführer er seit 1830 war.
Er schloss 1837 die Schule und übersiedelte nach Aschaffenburg. Hier in seinem Haus starb am 28. Juli 1842 sein Bruder Clemens Brentano, der ihn als Universalerben einsetzte. Besonders seine Frau Emilie Brentano sicherte das Erbe und gab 1852 mit Josef Merkel die Gesammelten Schriften als erste Gesamtausgabe der Werke Clemens Brentanos heraus.
Er hatte acht Kinder, von denen drei nur wenige Wochen oder Monate alt wurden. Zwei seiner Söhne waren Franz Brentano (1838–1917), Philosoph und Lujo Brentano (1844–1931), Nationalökonom, Führer der Kathedersozialisten und Mitgründer des Vereins für Sozialpolitik.
Seine letzte Ruhestätte fand Christian Brentano auf dem Aschaffenburger Altstadtfriedhof.